# روضه الجهانیه
روضه الجهانیه (به عربی: روضة الجهانیة) یک منطقهٔ مسکونی در قطر است که در شهرداری الریان واقع شده‌است. روضه الجهانیه ۳٫۳۵ کیلومتر مربع مساحت دارد ۳۲ متر بالاتر از سطح دریا واقع شده‌است.